# Schizocosa floridana
Schizocosa floridana là một loài nhện trong họ Lycosidae.
Loài này thuộc chi Schizocosa. Schizocosa floridana được Elizabeth Bangs Bryant miêu tả năm 1934.